# Bistec a lo Fornos
El Bistec a lo Fornos es una especialidad culinaria que se servía a finales del siglo XIX en el madrileño Café de Fornos. Consistía en una especie de tosta cubierta con un bistec y sobre él una loncha de jamón serrano frito, a veces también una rebanada de lengua escarlata. Era habitual que se empleara como acompañamiento las famosas patatas soufles. La popularidad de este filete hizo que se sirviera en diversos Cafés de Madrid; solían costar seis reales. Los Cafés de la Puerta del Sol ofecían este plato a comienzos del siglo XX.

## Características
El famoso solomillo del Café Fornos se elabora con un bistec (generalmente de solomillo) que puede ser de carne de vacuno o de buey. El picatoste (pan frito) sobre el que se sirve el filete suele tostarse previamente en una sartén, y se unta de una mantequilla que se denomina Maître d' Hotel. Sobre el filete montado sobre la tosta de pan era frecuente poner unas lonchas de jamón serrano frito y unas rodajas de lengua escarlata. Se suele preparar para aliño una salsa Colbert. La popularidad de las pommes soufflées acompañando al filete suele ser mencionado en diversas fuentes. Ernest Hemingway menciona el beef steak con pommes soufflées.